# Виейра, Милтон
Милтон Виейра (порт.-браз. Milton Vieira; 10 октября 1978, Терезополис) — бразильский боец смешанного стиля, представитель лёгкой и полулёгкой весовых категорий. Выступал на профессиональном уровне в период 2001—2013 годов, известен по участию в турнирах таких бойцовских организаций как UFC, Pride, Strikeforce, M-1 Global и др.

## Биография
Милтон Виейра родился 10 октября 1978 года в муниципалитете Терезополис штата Рио-де-Жанейро. Практиковал бразильское джиу-джитсу под руководством таких именитых борцов как Карлсон Грейси и Мурилу Бустаманте, выступал на многих соревнованиях по борьбе лута-ливре и грэпплингу, выступал на турнирах Grapplers Quest, дважды принимал участие в чемпионатах мира ADCC в 2007 и 2009 годах. Побеждал многих своих соперников «треугольником рукам», в особенности часто применял разновидность этого приёма «анаконду».
Дебютировал в ММА на профессиональном уровне в июне 2001 года, проиграл своему первому сопернику решением судей. Дважды выступал в России на турнирах организации M-1 Global, где победил обоих предложенных ему соперников. В 2003 году на турнире Shooto в США встретился с американцем Джейком Шилдсом и уступил ему единогласным судейским решением.
В дальнейшем выиграл два поединка в Бразилии и отправился драться в Японию. На турнире крупнейшего японского промоушена Pride Fighting Championships потерпел поражение раздельным решением от Хаято Сакураи. Трижды выступал на турнирах Deep в Токио: одержал одну победу, потерпел одно поражение, тогда как в третьем его поединке, против Кадзунори Ёкоты, была зафиксирована ничья. В течение последующих нескольких лет с попеременным успехом выступал на родине.
Имея в послужном списке двенадцать побед и семь поражений, в 2011 году Виейра привлёк к себе внимание крупной американской организации Strikeforce и дебютировал здесь с победы удушением д’арсе над Стерлингом Фордом. Поскольку организация вскоре прекратила своё существование, бразильский боец перешёл к поглотившему её промоушену Ultimate Fighting Championship, подписав с ним контракт на четыре боя. Его дебют в октагоне UFC состоялся в июне 2012 года, он вышел против соотечественника Фелипи Арантиса, и их противостояние закончилось раздельной ничей. В январе 2013 года соперником Виейры стал другой бразилец Годофреду Пепей, поединок получился сравнительно равным и закончился довольно спорным раздельным решением в пользу Пепейя. Через месяц после этого боя стало известно, что Милтон Виейра уволен из UFC.

## Статистика в профессиональном ММА
| Боёв 23  | Побед 13 | Поражений 8 |
| -------- | -------- | ----------- |
| Сдачей   | 9        | 0           |
| Решением | 4        | 8           |
| Ничьи    | 2        | 2           |

| Результат | Рекорд | Соперник              | Способ                              | Турнир                                     | Дата             | Раунд | Время | Место                     | Примечание |
| --------- | ------ | --------------------- | ----------------------------------- | ------------------------------------------ | ---------------- | ----- | ----- | ------------------------- | ---------- |
| Поражение | 13-8-2 | Годофреду Пепей       | Раздельное решение                  | UFC on FX: Belfort vs. Bisping             | 19 января 2013   | 3     | 5:00  | Сан-Паулу, Бразилия       |            |
| Ничья     | 13-7-2 | Фелипи Арантис        | Ничья (раздельная)                  | UFC 147                                    | 23 июня 2012     | 3     | 5:00  | Белу-Оризонти, Бразилия   |            |
| Победа    | 13-7-1 | Стерлинг Форд         | Техническая сдача (удушение д’арсе) | Strikeforce Challengers: Gurgel vs. Duarte | 12 августа 2011  | 1     | 4:49  | Лас-Вегас, США            |            |
| Победа    | 12-7-1 | Бруну Лобату          | Сдача (анаконда)                    | Bitetti Combat MMA 9                       | 18 июня 2011     | 1     | 1:23  | Рио-де-Жанейро, Бразилия  |            |
| Победа    | 11-7-1 | Давид Кубас           | Сдача (рычаг локтя)                 | Bitetti Combat MMA 7                       | 28 мая 2010      | 2     | 4:12  | Рио-де-Жанейро, Бразилия  |            |
| Поражение | 10-7-1 | Диегу Брага           | Единогласное решение                | Platinum Fight Brazil 2                    | 5 декабря 2009   | 3     | 5:00  | Рио-де-Жанейро, Бразилия  |            |
| Победа    | 10-6-1 | Лусиану Азеведу       | Раздельное решение                  | Bitetti Combat MMA 4                       | 12 сентября 2009 | 3     | 5:00  | Рио-де-Жанейро, Бразилия  |            |
| Победа    | 9-6-1  | Густаву Роза          | Сдача (анаконда)                    | The Warriors                               | 28 марта 2009    | 1     | 1:00  | Барра-да-Тижука, Бразилия |            |
| Поражение | 8-6-1  | Луис Азереду          | Единогласное решение                | The One: VIP Fighting                      | 13 февраля 2008  | 3     | 5:00  | Сан-Паулу, Бразилия       |            |
| Победа    | 8-5-1  | Жорже Бритту          | Единогласное решение                | Capital Fight                              | 14 декабря 2007  | 3     | 5:00  | Бразилиа, Бразилия        |            |
| Победа    | 7-5-1  | Юкинари Тамура        | Сдача (удушение сзади)              | Real Rhythm: 5th Stage                     | 18 ноября 2006   | 2     | 2:34  | Осака, Япония             |            |
| Поражение | 6-5-1  | Жеан Силва            | Раздельное решение                  | Super Challenge 1                          | 7 октября 2006   | 2     | 5:00  | Сан-Паулу, Бразилия       |            |
| Победа    | 6-4-1  | Джонни Эдуарду        | Сдача (удушение д’арсе)             | Super Challenge 1                          | 7 октября 2006   | 2     | 0:59  | Сан-Паулу, Бразилия       |            |
| Ничья     | 5-4-1  | Кадзунори Ёкота       | Ничья                               | Deep: 24 Impact                            | 11 апреля 2006   | 2     | 5:00  | Токио, Япония             |            |
| Поражение | 5-4    | Нобухиро Обия         | Единогласное решение                | Deep: 22 Impact                            | 2 декабря 2005   | 2     | 5:00  | Токио, Япония             |            |
| Победа    | 5-3    | Хироки Нагаока        | Единогласное решение                | Deep: 21st Impact                          | 28 октября 2005  | 2     | 3:00  | Токио, Япония             |            |
| Поражение | 4-3    | Хаято Сакураи         | Раздельное решение                  | Pride Bushido 7                            | 22 мая 2005      | 2     | 5:00  | Токио, Япония             |            |
| Победа    | 4-2    | Диегу Брага           | Сдача (треугольник руками)          | AFC: Brazil 1                              | 18 августа 2004  | 2     | 4:25  | Рио-де-Жанейро, Бразилия  |            |
| Победа    | 3-2    | Жадисон Коста         | Сдача (треугольник руками)          | Meca World Vale Tudo 11                    | 5 июня 2004      | 3     | 1:08  | Терезополис, Бразилия     |            |
| Поражение | 2-2    | Джейк Шилдс           | Единогласное решение                | Shooto                                     | 21 мая 2003      | 3     | 5:00  | Хаммонд, США              |            |
| Победа    | 2-1    | Магомед Джабраилов    | Единогласное решение                | M-1 MFC: Russia vs. the World 5            | 6 апреля 2003    | 1     | 10:00 | Санкт-Петербург, Россия   |            |
| Победа    | 1-1    | Ислам Каримов         | Сдача (удушение сзади)              | M-1 MFC: Russia vs. the World 3            | 26 апреля 2002   | 1     | 8:08  | Санкт-Петербург, Россия   |            |
| Поражение | 0-1    | Сириллу Падилья Нелту | Решение судей                       | Heroes 2                                   | 30 июня 2001     | 1     | 12:00 | Рио-де-Жанейро, Бразилия  |            |